# Bom Jesus do Sul
Bom Jesus do Sul is een gemeente in de Braziliaanse deelstaat Paraná. De gemeente telt 3.879 inwoners (schatting 2009).

## Aangrenzende gemeenten
De gemeente grenst aan Barracão, Flor da Serra do Sul, Salgado Filho en Santo Antônio do Sudoeste.

### Landsgrens
En met als landsgrens aan de gemeente Bernardo de Irigoyen in het departement General Manuel Belgrano in de provincie Misiones met het buurland Argentinië.